# Iszauriaiak
Az iszauriaiak ókori nép, amely Kis-Ázsia déli részén, Kilikia és Lükaónia tartományok közötti hegyvidéken élt. Rablóként és katonaként egyaránt félelmet keltettek. Az 5. század végétől Bizánc szolgálatában álltak. I. León a gót csapattestekbe osztotta be őket. Egyik iszauriai védence később Zénón néven császár lett. I. Anasztasziosz azonban mellőzte őket.